# Anton Heyboer

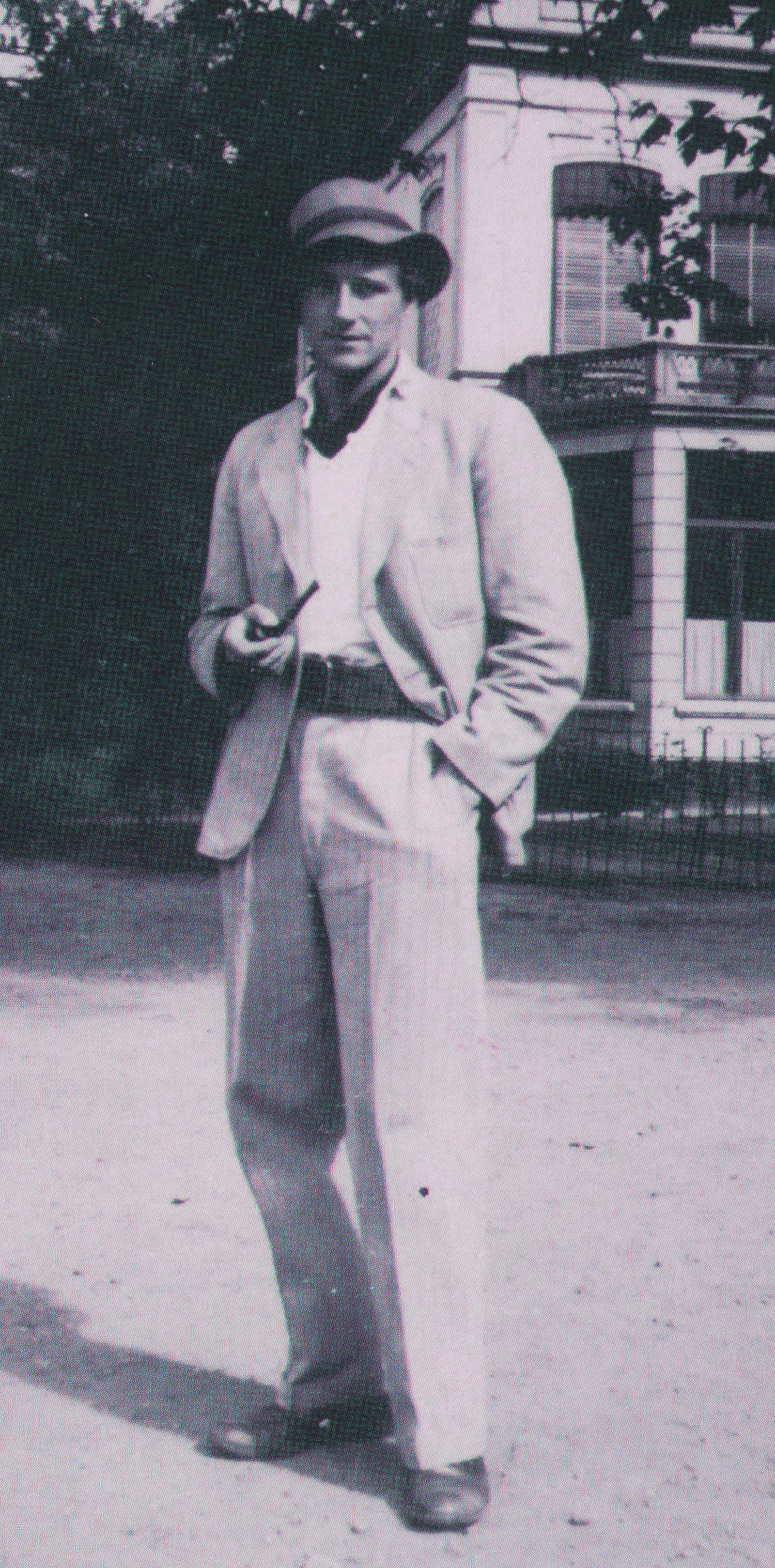
Anton Heyboer 1946

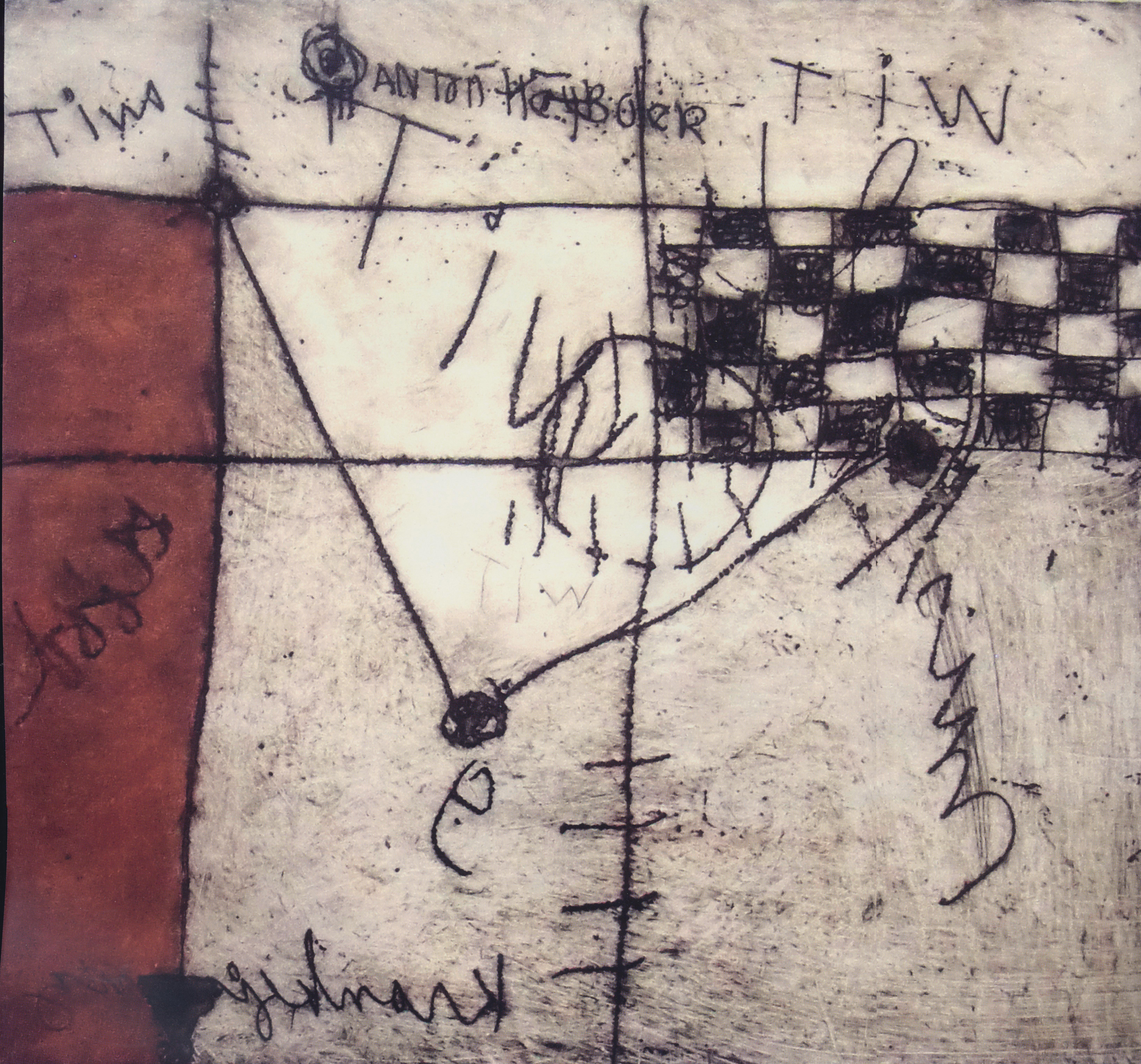
Radierung, 1954

Anton Heyboer (* 9. Februar 1924 in Sabang (Provinz Aceh), Indonesien; † 9. April 2005 in Den Ilp, Gemeinde Landsmeer, Niederlande) war ein niederländischer Maler und Grafiker. Er gehört zu den bedeutenden Vertretern der Abstrakten Kunst und Druckgrafik nach dem Zweiten Weltkrieg.

## Leben
Anton Heyboer wurde im Norden von Sumatra als Sohn eines Maschinenbau-Ingenieurs geboren. Kurz nach seiner Geburt zog seine Familie nach Haarlem; im Jahr 1925 nach Delft und 1929 nach Voorburg. Von 1933 bis 1938 lebten sie auf Curaçao, danach noch eine Zeit in New York. Anton Heyboer bekam eine Ausbildung zum Maschinenbau-Ingenieur. Nach dem Beginn des Zweiten Weltkriegs kehrte er nach Haarlem zurück. Im Jahr 1943 wurde Heyboer zum Arbeitseinsatz in Deutschland zwangsverpflichtet und verbrachte sieben Monate im Durchgangslager Prenzlauer Berg in Berlin. Danach kehrt er wieder nach Haarlem zurück.
Nach dem Krieg zog er nach Borger in den Niederlanden. Ende der 1940er/Anfang der 1950er Jahre lebte Heyboer ein paar Monate in Südfrankreich. Hier begann er intensiv mit der Malerei. Er begegnete dem Maler Jan Kagie jr. (1907–1991), der seine Kunst beeinflusste. 1951 wurde Heyboer für einige Zeit in das psychiatrische Krankenhaus Santpoort bei Bloemendaal aufgenommen, da er begann, sich sehr stark in sich selbst zurückzuziehen. In den 1950er und 1960er Jahren bekam seine Kunst internationale Aufmerksamkeit. Er war Teilnehmer der documenta 2 im Jahr 1959 und auch der documenta 3 (1964) in Kassel, jeweils in der Abteilung Graphik. 1961 zog Anton Heyboer nach Den Ilp, wo er bis zu seinem Tod lebte und arbeitete. Seine Frau sorgte für die Vermarktung und den Verkauf seiner Kunstwerke.
Anton Heyboer war nicht nur aufgrund seiner künstlerischen Tätigkeit in den Niederlanden bekannt, sondern auch aufgrund seines Zusammenlebens mit insgesamt fünf Frauen. Mit Maria, Lotti, Marike, Joke und Petra (die allesamt eine Karriere als Model hinter sich hatten) lebte er in einer Kommune in Den Ilp. Dieser extravagante Lebensstil sorgte für viel Aufmerksamkeit in der niederländischen Boulevardpresse. Am 10. April 2002 wurde Heyboer zum Ritter des Ordens von Oranien-Nassau geschlagen.